# Дюмон, Анник
Анни́к Дюмо́н (фр. Annick Dumont; р. 14 февраля 1962 года) или Анник Гайаге (Annick Gailhaguet; фамилия мужа) — французский тренер по фигурному катанию, хореограф, спортивный консультант и комментатор на телевидении. Начала карьеру в начале 1980-х, помогая тренировать своему мужу Дидье Гайаге, бывшему фигуристу и впоследствии президенту Французской федерации ледовых видов спорта, в частности Фернана Федроника. Затем стала также консультантом французского телевидения, начав с комментариев чемпионата Франции по танцам на льду в 1992 году. Ныне тренирует в Шампини, вместе с Пьером Трантом, Тьерри Гаском и Аленом Фуско. В числе учеников Анник Дюмон — призёры различных турниров Станик Жене, Жереми Превото, Венсан Рестанкур, Фредерик Дамбье, Албан Преобер.